# Kąt Plancka
Kąt Plancka – kąt φp, o jaki obróci się źródło światła o promieniu r równym długości Plancka wysyłające dwa fotony w odstępie czasu Plancka t, przy czym punkt na okręgu o promieniu r, z którego wysyłane są fotony, porusza się w ruchu obrotowym z prędkością światła w próżni c i przebywa drogę l=rφp=ct, co daje φp=ct/r=1 rad. Jest to równocześnie  miara łukowa kąta łuku o długości r wyciętego z okręgu o promieniu r.